# بخش بازل، شهرستان بلترامی، مینه سوتا
بخش بازل (به انگلیسی: Buzzle Township) یک منطقهٔ مسکونی در ایالات متحده آمریکا است که در شهرستان بلترامی، مینه‌سوتا واقع شده‌است.
 بخش بازل ۹۳٫۶ کیلومتر مربع مساحت و ۲۸۶ نفر جمعیت دارد و ۴۳۰ متر بالاتر از سطح دریا واقع شده‌است.